# Пандіон (син Еріхтонія)
Пандіон (грец. Πανδίων) — один із перших міфічних афінських владарів.
Аттичний міф зближує Пандіона з місцевими хтонічними божествами і вважає його сином Еріхтонія та батьком близнят Ерехтея та Бута. Античні автори називають Пандіоном не лише батьком Егея й Палланта як міфічних володарів Аттики, а й мегарського владаря Ніса та Ліка, якого шанували в Малій Азії, а також Прокни й Філомели. Дружиною його була Зевксіппа. За панування Пандіона нібито встановлено культ Діоніса й Деметри.